# Kolędy (album Roberta Janowskiego)
Kolędy – piąty album studyjny, a zarazem pierwszy album z piosenkami świątecznymi i kolędami polskiego wokalisty Roberta Janowskiego, wydany pod koniec 2010 roku nakładem wydawnictwa muzycznego Basplus. Album zawiera 8 bożonarodzeniowych kolęd i pastorałek.

## Lista utworów
Opracowano na podstawie materiału źródłowego.
1. „Jezus malusieńki” – 3:30
2. „Pójdźmy wszyscy do stajenki” – 3:13
3. „Gdy śliczna Panna” – 3:38
4. „Lulajże, Jezuniu” – 4:03
5. „Wśród nocnej ciszy” – 3:26
6. „Mizerna cicha” – 4:23
7. „Przybieżeli do Betlejem” – 7:01
8. „Świąteczna nadzieja” – 4:15